# Depo Novogirejevo

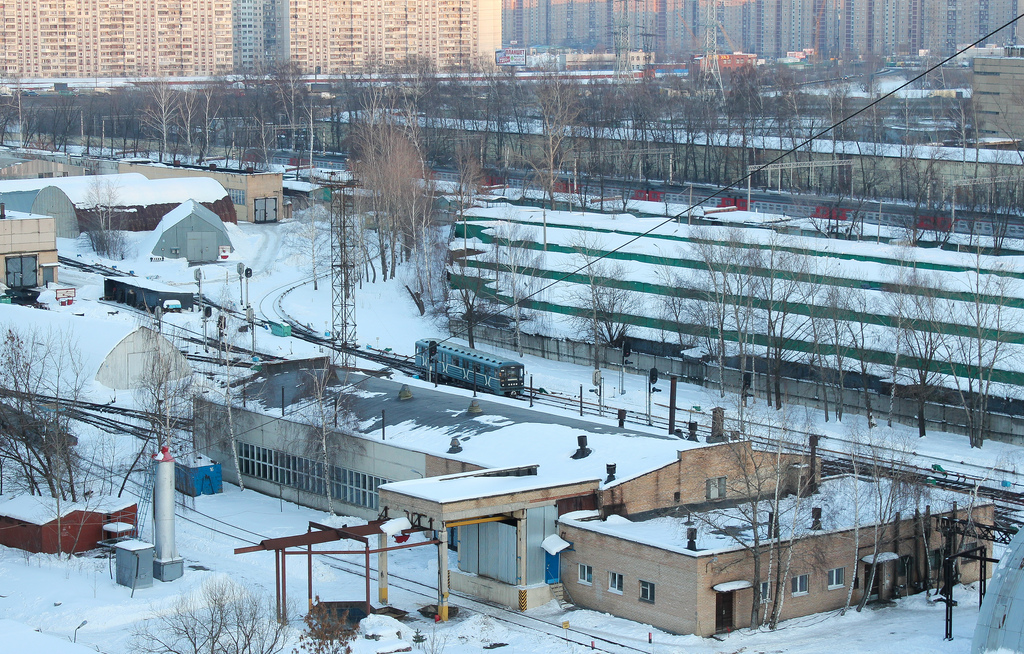
Depo Novogirejevo

Depo Novogirejevo (rusky Электродепо Новогиреево) je jedním z dep v síti moskevského metra. Jeho kódové označení je TČ-1, obsluhuje Kalininskou linku. Nachází se blízko stejnojmenné stanice.
Dokončeno bylo 30. prosince 1979, spolu s otevřením osmé linky metra. Dodnes slouží celé lince, vypravovány jsou odsud šesti- a sedmivozové soupravy typu 81-71, konkrétně 81-717/714. Mezi březnem 1986 a únorem 1989 ještě na osmou linku vypravovalo vlaky také ještě Depo Krasnopresněnskoje, Novogirejevské na toto období ztratilo pozici hlavního zázemí vlaků osmé linky.